# 2023年以色列反司法改革示威
2023年以色列反司法改革抗议活动是在以色列多座城市发生的一系列示威，反对新近连任的总理本雅明·内塔尼亚胡提出的司法改革建议。从1月7日开始，示威每周举行一次。
在2022年的以色列議會选举中，由亚伊尔·拉皮德领导的现任政府被前总理本雅明·内塔尼亚胡领导的右翼政党联盟击败，后者组建了新一屆政府，並于2022年12月29日上任。2023年1月4日，新任命的司法部长亚里夫·莱文宣布2023年以色列司法改革的計劃，包括限制最高法院和政府法律顾问的权力，目的在給予以色列國會及多數黨政府對司法系統有更大的控制權。
宣布之后，包括“犯罪部长”（Crime Minister）和“站在一起”（Omdim Beyachad）在内的几个组织宣布，打算于1月7日在特拉维夫组织抗议活动。

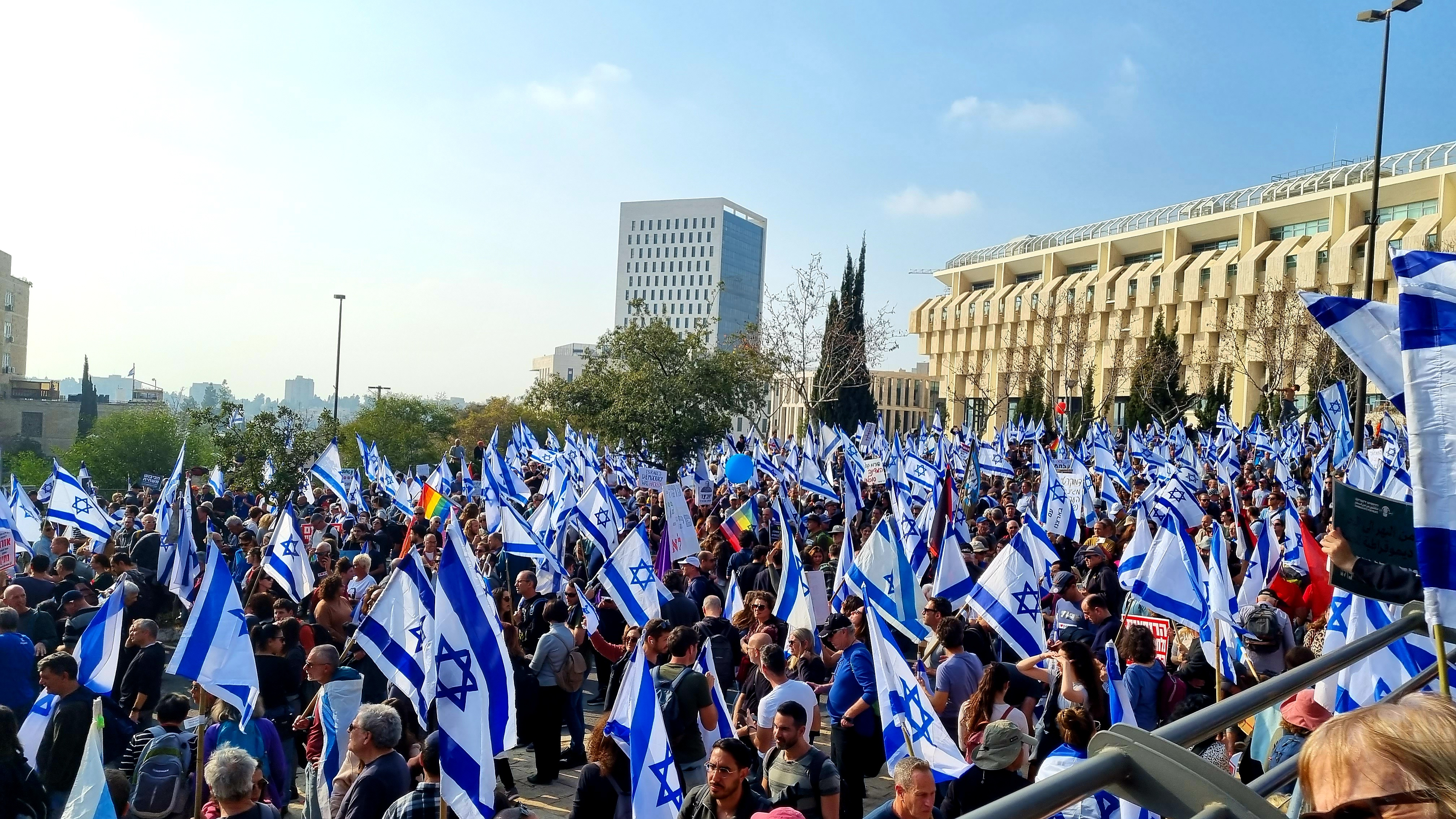
2023年2月20日耶路撒冷以色列議會附近的遊行

## 事件

### 1月7日
首场示威于哈比马广场举行，議會議員艾曼·奧德以演讲嘉宾的身份出现。 海法举行一场规模较小的示威活动，有200人參與。 

### 1月14日
離第一次示威一周后，民眾在哈比马广场组织了第二次抗议活动。约有80,000人參與示威，而在海法和耶路撒冷举行规模较小的集会，分别有2,500人和3,000人參與。 

### 1月21日
特拉维夫市中心卡普兰街舉行示威。以色列警方估计有超过100,000人参與示威，在海法、耶路撒冷和贝尔谢巴等城市則舉行规模较小的抗议活动。 

### 1月28日
第四次示威在特拉維夫卡普蘭街舉行。特拉维夫的示威人数减少，而海法和耶路撒冷的示威人数則增加。抗议活动开始引起国际关注，因为美国国务卿安東尼·布林肯访问以色列并与内塔尼亚胡就司法改革进行交谈。

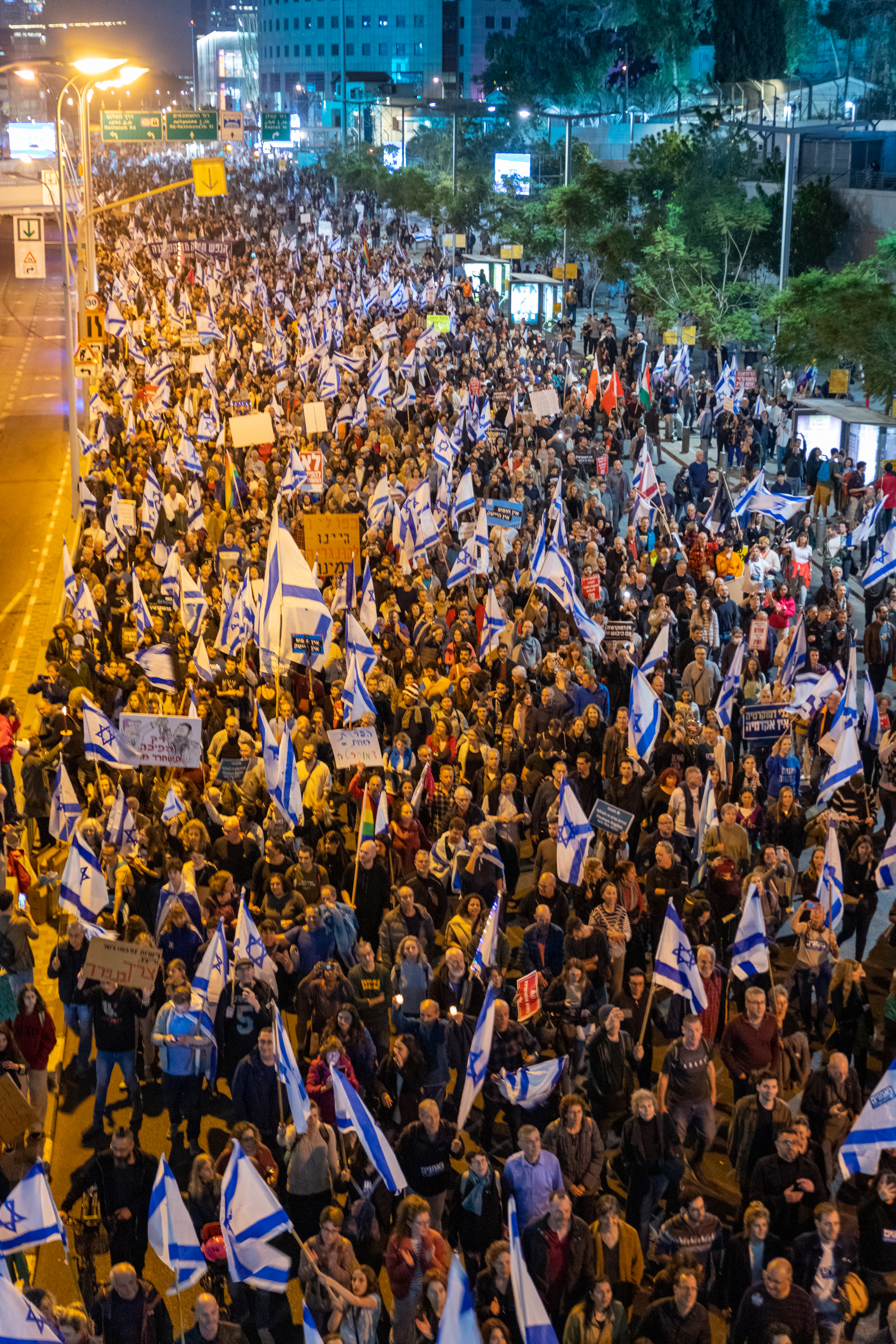
2023年1月28日在特拉维夫贝京路的示威

### 2月4日
第五次示威也发生於卡普兰街。国土报估计全国有60,000人参與抗议活动， 而耶路撒冷邮报估计仅在特拉维夫就有超过100,000人參與。全国各地都发生示威，里雄莱锡安、内斯锡安纳和海爾茲利亞等城市举行集会。

### 2月11日
第六次示威在卡普兰街举行，前外交部长齐皮·利夫尼作为演讲嘉宾出席。国土報估计有50,000人參與抗议活动，另有30,000人參與全国各地的其他抗议活动， 包括卡法薩巴 、耶路撒冷和海法。组织者估计，仅卡普兰的示威就有15万人參與。 

### 2月12日
總統艾萨克·赫尔佐格稱目前的計劃將「對以色列的民主基礎產生負面影響」，對政府改革的性質深感擔憂，並表示他擔心這些改革有可能損害該國的「民主基礎」。 但他表示，提出五點計劃作為妥協協議的總體基礎，並呼籲勿在20日向議會全體會議提交初步法案進行首次投票，而是考慮他的提議，但被拒絕。

### 2月13日
超过100,000人再次於耶路撒冷聚集抗议。 

### 2月20日
超過100,000人在耶路撒冷議會外舉行集會，抗議全體會議對法案進行初步投票，示威者封鎖了全國的主要道路，並阻止部分政客離開家園。議案以63比47於首輪投票中通過，反對派高呼「羞恥」並將自己包裹在以色列國旗中，部分人被驅逐出大廳。以色列總理本雅明·内塔尼亚胡指責抗議者「踐踏民主」，指示威運動領導層「以內戰和街頭流血威脅我們」。

### 2月25日
示威者連續第八星期舉行示威，全國各地也舉行了多次規模較小的示威活動。以色列警方表示，被抗議人士封鎖數小時的特拉維夫所有道路均已重新開放，共有21名抗議者在擾亂秩序後被捕。

### 3月1日
反司法改革示威持續，示威者發起「國家破壞日」。示威者試圖封鎖特拉維夫的阿亞隆高速公路（Ayalon highway），而警方對示威者使用眩暈手榴彈、騎警和水砲，並逮捕幾人。總理內塔尼亞胡和國家安全部長Itamar Ben-Gvir都表示，所有阻擋道路的抗議者都是無政府主義者，應該被逮捕。晚上，民眾在特拉維夫的一家美髮沙龍看到了總理的妻子莎拉·內塔尼亞胡（Sara Netanyahu）。 示威者在沙龍外站了三個小時，而騎警則守衛入口；三個小時後，內塔尼亞胡被警察護送出去。 總統艾萨克·赫尔佐格表示不會「讓以色列走到不歸路」，敦促各方進行建設性對話以實現「憲法分水嶺時刻」。當天的示威至少造成11人受伤，超50人被捕。

### 3月4日
示威活動發生在亚实基伦、阿拉德、巴特亚姆、贝尔谢巴、海法、海爾茲利亞、霍隆、耶路撒冷、奧諾村、基里亞特什莫納、賴阿南納、特拉维夫等地附近。當地傳媒Channel 12估計，僅在特拉維夫就有16萬人參加抗議活動。而多名反對派議員也參加了抗議活動。
國家安全部長Itamar Ben-Gvir在特拉維夫警察總部向媒體發表講話說，他無意向任何人道歉，稱「當然不會向那些試圖縱火特拉維夫州的無政府主義者道歉。」

### 3月9日

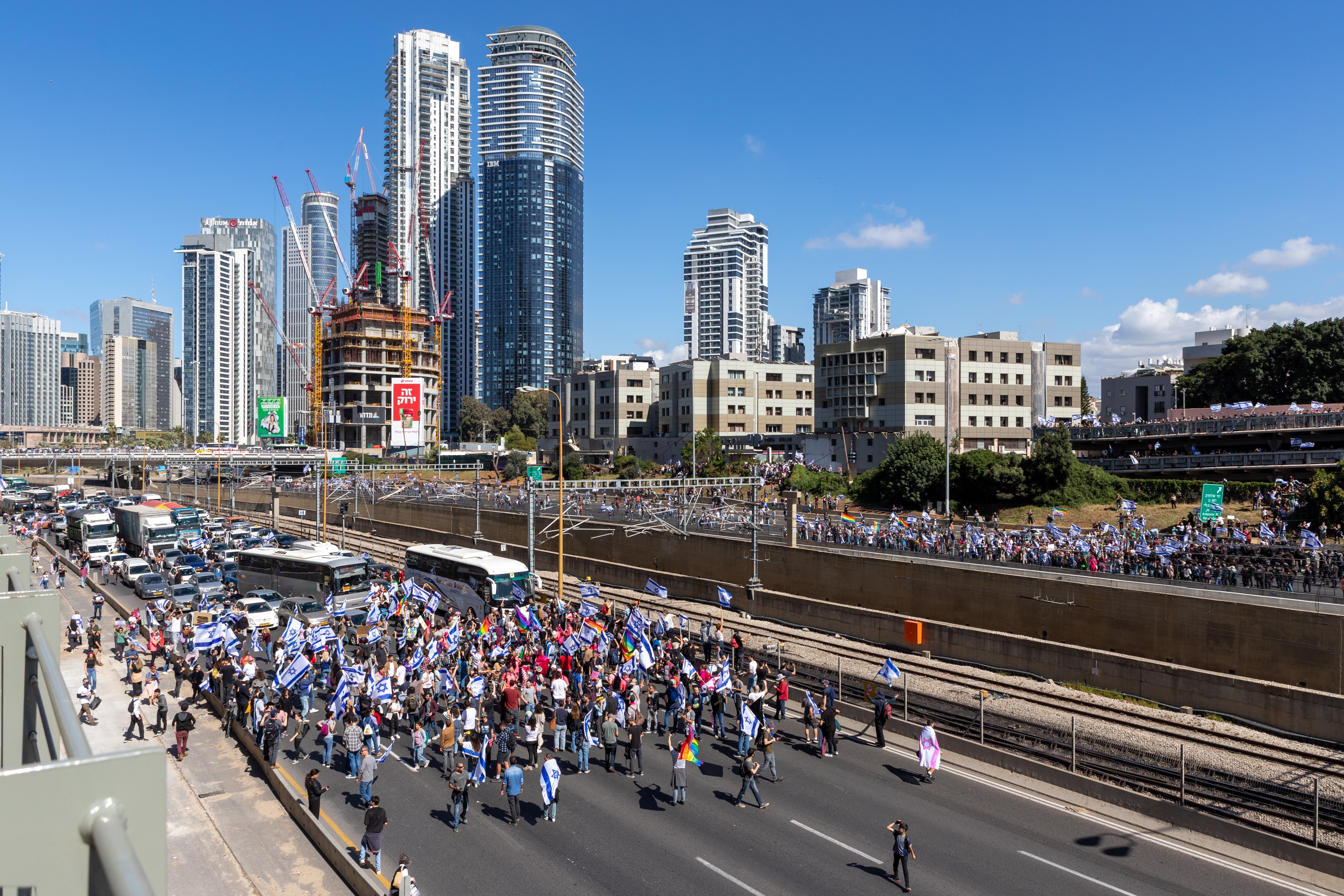
2023年3月9日，示威者封鎖阿亞隆公路。

示威者發起「抵抗獨裁日」，封鎖道路甚至海上航線，包括試圖封鎖該國的阿亞隆高速公路（Ayalon highway），也有大批示威者湧向本古里安機場。當日，總理本雅明·內塔尼亞胡將與妻子一起飛往意大利進行正式訪問，據報內塔尼亞胡及其隨從一大早就來到機場，避開了交通堵塞。

### 3月11日
超過50萬人於參加了海法等多個城市的抗議活動。

### 3月18日
上萬的以色列人參加了全國各地的抗議活動。 海軍退伍軍人在船上封鎖了商船到達海法港口的路線。 在特拉維夫郊區，抗議者在公共汽車站為男女設立了臨時隔離區，以警告“拐角處等待我們的一切”。超過260,000人參與示威，其中特拉維夫有175,000人，海法有20,000人，卡法薩巴有18,000人。

### 3月20日
15名留在總理辦公室前營地的示威者開始絕食。

### 3月25日
據舉辦方稱，超過63萬人參與當天的集會。特拉維夫、貝爾謝巴和耶路撒冷的到場人數是抗議活動開始以來的最高，其中特拉維夫參與人數超過30萬人，海法有逾7萬人在海法參與，亦有數万人在阿什杜德、贝尔谢巴、奧爾阿齊瓦和赖阿南纳抗議。
同日，以色列國防部長约阿夫·加兰特敦促暫停司法改革。 他說，“日益加劇的社會裂痕已經滲透到 [軍隊] 和安全機構中。 這是對以色列安全的明確、直接和切實的威脅。” 他呼籲在議員下週就政府提案的核心部分進行投票之前停止。

### 3月26日
以色列總理辦公室宣布，總理內塔尼亞胡解僱國防部長约阿夫·加兰特，內塔尼亞胡於Twitter表示：“我們都必須堅決反對拒絕”。宣佈後不久，约阿夫·加兰特在Twitter上寫道，“以色列國的安全一直是並將永遠是我一生的使命”。為回應國防部長被革職，數十万示威者在150多處封鎖了以色列各地的道路。
以色列駐紐約總領事阿萨夫·扎米尔在约阿夫·加兰特被革職後辭去職務，指為“堅持正義，為我所信仰的民主價值觀而戰”。以色列大學（位於約旦河西岸的阿里埃勒大學除外）宣布無限期罷工，包括停止所有課程和研究以抗議政府的行為。23名地方議會領導人宣布他們打算在總理辦公室前開始絕食，要求停止司法改革。示威者向內塔尼亞胡的住所遊行。有報導稱安全屏障被打破，但警方否認了有關報導。

### 3月27日
以色列總工會宣佈大罷工。本古里安機場暫停航班起飛，海法和阿什杜德的港口工人加入罷工行列，以色列麥當勞關閉分店。以色列国民银行分行暫停營業。
以色列總統艾薩克·赫爾佐格為使以色列人民團結，呼籲停止有關立法程序，並呼籲所有派系、聯盟、反對派的領導人將國家公民置於一切之上，立即採取行動。隨後，總理內塔尼亞胡宣佈推遲司法改革計劃，並表示他希望騰出時間與反對派達成妥協。總統赫爾佐格其後指停止立法是正確的，認為是時候進行坦誠、認真和負責任的對話了。

### 4月8日
全國有數十萬人示威活動，其中特拉維夫有14萬人。 

### 4月29日
特拉维夫市中心举行針對司法改革计划的抗议。

### 6月26日至7月5日
6月26日，國會的憲法、法律和司法委員會召開會議，提出一項法案，該法案將廢除合理性標準，該標準此前曾被法院用來阻止政府和其他當局的某些行政決定。結果抗議運動加劇。來自以色列國防軍8200情報部門、醫療隊、作戰部隊和網絡戰部隊的預備役人員表示，如果聯盟在司法改革方面取得進展，他們將停止志願役。數百名示威者聚集在佩塔提克瓦警察局外，抗議當局拘留一名民主活動人士。
6月27日，超過300名以色列國防軍預備役軍人在司法部長亚里夫·莱文家外抗議改革。以國空軍沙爾達格部隊的預備役軍人表示，他們將停止志願服役，以回應聯軍的“反民主政權政變”。以色列警方宣布，將調查前總理埃胡德·巴拉克和前以色列國防軍副參謀長亚伊尔·戈兰呼籲示威者進行公民抗命之言論是否構成煽動叛亂。
6月28日，超過100名空軍預備役軍人向國防部長约阿夫·加兰特、以色列國防軍參謀長赫兹尔·哈勒维和空軍司令托默·巴尔發信。信中宣布，若該立法的任何部分獲得通過，他們將不會履行預備役義務。
7月1日，約13萬人聚集在特拉維夫抗議司法改革，約1.2萬人在耶路撒冷總統官邸前抗議，數千人在其他地點示威。7月3日，海法港和本古里安機場遭到封鎖。7月5日，特拉維夫警察局長阿米柴·埃希德 （Amichai Eshed）宣布辭職後，加劇示威活動；埃希德因拒絕對示威者使用「不成比例的武力」而被降職。以色列警方强行驱散了聚集在特拉维夫市中心的数千名示威者，警方与抗议者之间爆发冲突，并导致多人受伤。

### 7月10日至今
7月10日，該新法案於議會經過一讀，引起民眾抗議。7月11日，在耶路撒冷入口處，警察以高壓水槍驅散一些示威者，並強行將其他人拖走。警方稱，至少有66人被捕。當局於本古里安機場部署約1,000名警察，數千名示威者將主入口前的區域變成以色列國旗的旗海，機場稱航班並未受到影響。以色列總工會也公開呼籲總理內塔尼亞胡，希望盡快停止社會的「瘋狂混亂」，當情況達到極端給其他所有方法都已採用，他們將進行干預。
7月15日， 多地舉行示威，包括贝尔谢巴。特拉維夫的示威者展示寫有「SOS」的巨大橫幅，表達抗議。
7月22日，几万名以色列抗议者在一条通往耶路撒冷的高速公路上游行，抗議内塔尼亚胡的司法改革计划。
7月24日，以色列國會三讀通過法案，反對派議員離場抗議，有反對派議員於議會廳高呼「恥辱」，該修正案最終以64比0的投票結果獲得通過。法案通过后，大批民众於當天傍晚再次在全国各地示威抗议。有示威者同警方爆发冲突，至少19人被捕。總理內塔尼亞胡稱其「採取了必要的民主行動，旨在恢復政府各部門之間一定程度的平衡」，並尋求反對派重新對話。司法部長亚里夫·莱文表示，議會已邁出「重要歷史進程的第一步」 。美國白宮表示，美國總統拜登曾公開和私下表達過他的觀點，即民主制度要想持久，重大變革必須有盡可能廣泛的共識；美國將繼續支持以色列總統赫爾佐格和其他以色列領導人尋求透過政治對話，建立更廣泛共識的努力。 
8月26日，司法改革计划的反对者在各大城市、桥梁和十字路口集会。
9月5日，以色列警察局长表示每周六举行的示威活动已持续35周，参与人数有时达到1万人，有时达到10万人。自2023年年初以来，累積有6至7百万以色列人参加了在4400個地方举行的反对司法改革的抗议活动。
9月9日，以色列全国多地爆发抗议活动，上万名抗议者封锁了特拉维夫等地的主要道路和十字路口。